# Прапор Єгорівки
Пра́пор Єго́рівки — геральдичний символ Єгорівки Одеського району Одеської області (Україна). Прапор затверджений рішенням Єгорівської сільської ради.

## Опис
Прапор являє собою прямокутне полотнище з вертикальним кріпленням.
Промені Сонця — це сім сіл, що входять до сільської ради.
Блакитний колір — благородність людей.
Зелений колір — надія на краще.